# Saint-Paul-sur-Isère
Saint-Paul-sur-Isère is een gemeente in het Franse departement Savoie (regio Auvergne-Rhône-Alpes) en telt 442 inwoners (1999). De plaats maakt deel uit van het arrondissement Albertville.

## Geografie
De oppervlakte van Saint-Paul-sur-Isère bedraagt 21,4 km², de bevolkingsdichtheid is 20,7 inwoners per km².
De onderstaande kaart toont de ligging van Saint-Paul-sur-Isère met de belangrijkste infrastructuur en aangrenzende gemeenten.

## Demografie
Onderstaande figuur toont het verloop van het inwonertal (bron: INSEE-tellingen).